# نيلي رايمر
نيلي رايمر (بالألمانية: Nele Reimer) مواليد 9 سبتمبر 1996 في روستوك، هي لاعبة كرة يد ألمانية تلعب كجناح أيسر. شاركت في بطولة العالم لكرة اليد للسيدات شباب سنة 2014 وحقق المركز الثاني.

## روابط خارجية
- نيلي رايمر على موقع الاتحاد الأوروبي لكرة اليد (الإنجليزية)